# Russ Carnahan

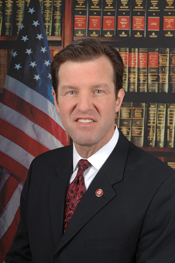
Russ Carnahan

John Russell "Russ" Carnahan, född 10 juli 1958 i Columbia, Missouri, är en amerikansk demokratisk politiker. Han representerade delstaten Missouris tredje distrikt i USA:s representanthus 2005–2013.
Carnahan studerade vid University of Missouri. Han avlade kandidatexamen 1979 och juristexamen 1983.
Kongressledamoten Dick Gephardt kandiderade inte till omval i kongressvalet 2004. Carnahan vann valet och efterträdde Gephardt i representanthuset i januari 2005. Han har omvalts två gånger.
Carnahans far Mel Carnahan var guvernör i Missouri 1993–2000. Modern Jean Carnahan var ledamot av USA:s senat 2001–2002.